# التكامل الوظيفي (البيولوجيا العصبية)
التكامل الوظيفي هو دراسة كيفية عمل مناطق الدماغ المختلفة مع بعضها البعض لمعالجة المعلومات وإحداث الاستجابات. على الرغم من اعتماد التكامل الوظيفي باستمرار على المعرفة التشريحية للاتصالات بين مناطق الدماغ المختلفة، يستند تأثيره الأكبر إلى مدى ضخامة عناقيد العصبونات -التي يتراوح عددها بين الآلاف والملايين- التي تطلق مع بعضها البعض تحت منبهات مختلفة. أدت مجموعات البيانات الضخمة المطلوبة للوصول إلى مثل هذه الصورة واسعة النطاق للوظيفة الدماغية إلى تطوير العديد من الوسائل الجديدة والعامة التي يمكن استخدامها في التحليل الإحصائي للاعتماد المتبادل، مثل النمذجة السببية الديناميكية والتخطيط البارامتري الخطي الإحصائي. تُجمع هذه المجموعات من البيانات بشكل نموذجي من الأفراد المشاركين في الدراسة من البشر بواسطة وسائل غير باضعة مثل «إي إي جي» / «إم إي جي»، أو «إف إم آر آي» أو «بّي إي تي». قد تحمل نتائج هذه الاختبارات قيمة سريرية من خلال المساهمة في تحديد المناطق المسؤولة عن الاضطرابات النفسية، بالإضافة إلى تقييم كيفية تأثير النشاطات أو أنماط الحياة المختلفة على وظيفة الدماغ.

## تقنيات التصوير
يعتمد اختيار الدراسة لطريقة التصوير المستخدمة على الدقة المكانية والزمانية المرغوبة. يُوفر كل من «إف إم آر آي» و«بّي إي تي» درجة عالية نسبيًا من الدقة المكانية، مع أبعاد فوكسل في حدود بضع ميليمترات، لكن يحول معدل أخد العينات المنخفض في هاتين التقنيتين دون الوصول إلى رصد سريع شفاف للتفاعلات بين المناطق المتباعدة من الدماغ. يمكن التغلب على هذه القيود بواسطة «إم إي جي»، لكن تقتصر القدرة عندئذ على كشف الإشارات الواردة من عناقيد العصبونات الكبيرة فقط.

### «إف إم آر آي»
يُعتبر التصوير بالرنين المغناطيسي الوظيفي (إف إم آر آي) أحد أشكال التصوير بالرنين المغناطيسي المستخدمة بشكل شائع بغرض الاستفادة من اختلاف المغنطة بين الأوكسي هيموغلوبين والديوكسي هيموغلوبين بهدف تقييم التدفق الدموي في مناطق مختلفة من الدماغ. يبلغ معدل أخد العينات الخاص بالتصوير بالرنين المغناطيسي الوظيفي أعشار من الثانية.

### «إم إي جي»
يُعتبر تخطيط الدماغ المغناطيسي (إم إي جي) إحدى وسائل التصوير التي تستخدم المقاييس المترية المغناطيسية شديدة الحساسية من أجل قياس الحقول المغناطيسية الناجمة عن التيارات الأيونية المتدفقة عبر العصبونات في الدماغ. تسمح آلات «إم إي جي» عالية الجودة بالوصول إلى درجة أقل من الميلي ثانية في معدل أخذ العينات.

### «بّي إي تي»
تنطوي تقنية «بّي إي تي» على إدخال الجزيئات النشطة حيويًا الموسومة بالأشعة. يسمح اختيار جزيء معين بتحديد ما يمكن تصويره: من خلال استخدام نظير موسوم بالأشعة للغلوكوز، على سبيل المثال، يمكن الحصول على صورة ذات توزيع كثافة موضح للنشاط الاستقلابي. تسمح ماسحات «بّي إي تي» بمعدل أخذ عينات مساو لأعشار من الثانية.

### التصوير متعدد النماذج
يشمل التصوير متعدد النماذج في كثير من الحالات اقتران إحدى تقنيات القياس الكهربائي الفيزيولوجي، مثل «إي إي جي» أو «إم إي جي»، مع إحدى التقنيات الديناميكية الدموية مثل «إف إم آر آي» أو «بّي إي تي». على الرغم من اللجوء إلى هذه الطريقة بهدف الاستفادة من ميزات التقنيتين على حد سواء وتعويض كل منهما للقيود التي تفرضها الأخرى، تعاني النهج الحالية من العديد من القيود التجريبية. ركزت بعض الأعمال السابقة على محاولة استخدام الدقة المكانية العالية للتصوير بالرنين المغناطيسي الوظيفي بهدف تحديد المنشأ (المكاني) لإشارات «إي إي جي» / «إم إي جي»، إذ من الممكن استخراج هذه المعلومات المكانية من إشارات «إي إي جي» / «إم إي جي» وحيدة النموذج في الأعمال المستقبلية. على الرغم من نجاح بعض الدراسات في ربط منشأ الإشارات بين تقنيتي التصوير عبر ميلي مترات قليلة، لم تتمكن من إيجاد نتائج إيجابية موحدة. تشمل القيود الحالية الأخرى الضبط التجريبي الفعلي: يؤدي إجراء القياسات باستخدام كلا التقنيتين في وقت واحد إلى إنتاج إشارات قليلة الجودة، لكن يتعذر أيضًا اللجوء إلى الطريقة البديلة عبر إجراء القياسات باستخدام كل تقنية على حدة بسبب التباين بين التجربتين.